# Law & Order: UK (seizoen 7)
Dit artikel vat het zevende seizoen van Law & Order: UK samen. Dit seizoen liep van 14 juli 2013 tot en met 18 augustus 2013 en bevatte zes afleveringen.

## Hoofdrollen
- Bradley Walsh - rechercheur Ronnie Brooks
- Paul Nicholls - rechercheur Sam Casey
- Paterson Joseph - hoofd recherche Wes Leyton
- Georgia Taylor - hulpofficier van justitie Kate Barker
- Dominic Rowan - eerste hulpofficier van justitie Jacob Thorne
- Peter Davison - officier van justitie Henry Sharpe

## Terugkerende rollen
- Jessica Gunning - Angela
- Alexander Perkins - forensisch onderzoeker Pete

## Afleveringen
| Nr. | Aflevering | Titel         | Regisseur      | Schrijver(s)         | Selectie gastrollen | Uitzenddatum     |  |
| --- | ---------- | ------------- | -------------- | -------------------- | --- | ---------------- |  |
| 40 | 1          | Tracks        | Mat King       | Emilia di Girolamo   | Kristian Demetriou - Max Dale Belinda McGinley - Marnie Dale Adam James - Michael Gennis Samantha Barron - sergeant Barden Aidan McArdle - Finn Tyler                                           | 14 juli 2013     |  |
| Deze aflevering is gebaseerd op Locomotion. Een achtergelaten auto op een spoorwegovergang zorgt voor een ernstig treinongeluk, waarbij vijftien mensen de dood vinden. Rechercheurs Brooks en Casey gaan op onderzoek uit en het lukt hen niet om de chauffeur van de auto te lokaliseren, Casey probeert ondertussen een jongeman redden die zwaar gewond raakt maar faalt hier jammer genoeg in. Hij is hier zo geëmotioneerd over, dat zijn partner Brooks en het nieuwe hoofd recherche Wes Leyton zich genoodzaakt voelen om goed op hem te letten. Het onderzoek brengt de rechercheurs naar de eigenaar van de auto, de eigenaar vertelt hen echter dat de auto gestolen was. Dan komen de rechercheurs uit bij Finn Tyler, die stal de auto om daarmee zelfmoord te plegen door de auto op de spoorwegovergang te zetten. Toen hij daar stond besloot hij om toch geen zelfmoord te plegen en stapte uit, met het treinongeluk als gevolg. Ondanks zijn twijfels besluit Thorne om Tyler toch aan te klagen voor moord op de vijftien slachtoffers. De advocate Kate Barker van Tyler wil echter haar cliënt ontoerekeningsvatbaar verklaren vanwege de zelfmoordneigingen, de rechter en jury gaan hier in mee. De rechter verklaart hem schuldig voor doodslag vanwege zijn verminderde mentale gesteldheid. Na de rechtszaak krijgt Thorne een verrassing te verwerken, zijn baas vertelt hem dat hij een nieuwe hulpofficier van justitie heeft gevonden, het is de advocate Kate Barker. Thorne is het hier niet mee eens maar merkt al snel dat hij weinig keus heeft en dit zal moeten accepteren. Voordat Barker met haar nieuwe functie begint wil zij afscheid nemen van haar cliënt Tyler en zoekt hem op in de cel, daar aangekomen treft zij hem dood aan. De verdenking van zijn dood valt al snel op Casey, hij was de laatste die hem opzocht in zijn cel. |            |               |                |                      | |                  |  |
| 41 | 2          | Tremors       | Mat King       | Emilia di Girolamo   | Aidan McArdle - Finn Tyler Adam Nagaitis - William Braxton David Ajala - Gavin Dale Adjoa Andoh - Lilly Ebony Gilbert - Cathy                                                                   | 21 juli 2013     |  |
| Deze aflevering is gebaseerd op Aftershock. Het onderzoek naar de plotselinge dood van Finn Tyler in zijn cel gaat van start, de laatste die hem levend heeft gezien is Casey die hem opzocht in zijn cel. Casey wordt gedurende dit onderzoek geschorst omdat hij nu een verdachte is. Zijn partner Brooks is overtuigd van zijn onschuld en begint zijn eigen onderzoek, hij ontdekt dat er camerabeelden zijn verdwenen van de cel waar Tyler vastzat. Verder onderzoek brengt een samenzwering naar boven die gemaakt is door familieleden van de slachtoffers van het treinongeluk en de echte moordenaar van Tyler. Ondertussen hebben Barker en Thorne een discussie over het vervolgen van een mentaal zieke man, hiernaast krijgen zij ook een discussie over een kapotte koffiemachine. Brooks heeft eindelijk weer contact met de uit het oog verloren dochter en brengt met haar de dag door, dit tot ongenoegen van zijn ex-vrouw. |            |               |                |                      | |                  |  |
| 42 | 3          | Paternal      | Jill Robertson | Nicholas Hicks-Beach | Branko Tomovic - Jan Kopecky Christopher Sciueref - Radek Kopecky Emmanuella Cole - Annie Gemma Atkinson - Becky Bryson Ian Bleasdale - Philip Donovan Jo Hartley - Lindsey Donovan             | 28 juli 2013     |  |
| Deze aflevering is gebaseerd op Deadbeat. Wanneer Michael Trent doodgeschoten wordt gevonden in zijn hotelkamer gaan Brooks en Casey op onderzoek uit. Hun onderzoek wijst uit dat het geld van het slachtoffer is verdwenen, tevens had het slachtoffer een conflict met de beruchte Kopecky broers. Tegen zijn vriendin had hij verklaard dat hij undercover werkte voor de politie, maar in werkelijkheid was hij een autoverkoper met de naam Gary Tully. Verder ontdekken de rechercheurs dat het slachtoffer, naast zijn verborgen financiën, dat hij duizenden ponden in bezit had voor het onderhoud aan zijn leukemie lijdende zoon Joe die hij had samen met zijn ex-vrouw Lindsey Donovan. De verdenking van de moord valt op Philip Donovan, de vader van zijn ex-vrouw, die een gedeelte van het verduisterde geld van het slachtoffer in bezit heeft. Hij wordt gearresteerd en Barker en Thorne willen hem voor de rechter brengen. De advocate van Philip verklaart echter dat haar cliënt handelde uit zelfverdediging, Tully dreigde als eerste met een pistool en in een gevecht ging deze af wat het leven kostte van Tully. Echter brengt het verdere onderzoek iets anders naar boven, Philip en Lindsey maakte samen een afspraak om Tully te vermoorden. Barker heeft echter veel sympathie voor hun familieomstandigheden maar Thorne wil niets anders dan een veroordeling voor de schuldige. |            |               |                |                      | |                  |  |
| 43 | 4          | Fatherly Love | Jill Robertson | Noel Farragher       | Barney Walsh - Kit Graham Bryan - George Derringer Rory Keenan - Sean Harte Terri Dwyer - Sara Hays Jodie Comer - Jess Hays Charlotte Hope - Holly Leigh                                        | 4 augustus 2013  |  |
| Deze aflevering is gebaseerd op Family Values. Op Albert Bridge wordt de auto van Charlotte Leigh gevonden zonder een spoor van haar, Brooks en Casey worden op onderzoek uit gestuurd om haar te lokaliseren. Zij vermoeden dat Leigh in de Theems ligt en starten een zoekoperatie, later wordt zij niet ver van de brug dood gevonden. De patholoog sluit zelfmoord uit en het onderzoek gaat verder als een moordzaak. Als eerste verdachte hebben zij de ex-man Richard McGrath van Leigh, dit omdat hij verwikkeld was met haar over de voogdij van hun dochter Holly. Maar als McGrath hen een waterdichte alibi kan overleggen gaan zij verder met hun onderzoek. In het huis van Leigh vinden zij bloedsporen, hier woonde zij met Holly en haar nieuwe man Sean Harte. Tijdens de ondervraging van Holly en Harte wordt duidelijk dat zij samen ook een seksuele relatie hadden. Harte kan ook een alibi overleggen en bekent dat Holly aan hem de moord op Leigh heeft bekend, dit deed zij uit jaloersheid omdat zij hem voor haar alleen wilde hebben. Holly wordt gearresteerd voor de moord op haar moeder en wordt voor de rechter gebracht. Brooks ontdekt dan dat Harte nog een seksuele relatie had met een schoolvriendin van Holly, dit zorgt ervoor dat de aandacht wegtrekt van Holly en waarschijnlijk een andere dader is. |            |               |                |                      | |                  |  |
| 44 | 5          | Mortal        | Joss Agnew     | Nicholas Hicks-Beach | Sandra Voe - Harriet Adjoa Andoh - Lilly Jan Francis - Caroline Moran Natasha O'Keeffe - Connie Moran Ann Akin - Cecile Bakama Ony Uhiara - Vanessa Adoula                                      | 11 augustus 2013 |  |
| Deze aflevering is gebaseerd op Golden Years. Nadat een oudere vrouw dood in haar appartement wordt gevonden gaan Brooks en Casey op onderzoek uit. Als eerste denken zij dat een inbraak verkeerd afgelopen is, maar door een tip van de kleindochter Connie komen zij uit bij de inwonende verzorger Cecile die verdwenen is samen met een klok. De rechercheurs vinden Cecile samen met de klok en arresteren haar meteen, maar Cecile verklaart dat zij de klok als cadeau heeft gekregen en beschuldigd op haar buurt Connie van de dood van haar bazin. Cecile vertelt hen dat zij ontslagen is door Connie, dit omdat zij haar instructies had opgevolgd. Zij kan dit bewijzen door het overleggen van notities waarop Connie had geschreven wat zij haar aan eten moet geven, maar dit was zo weinig dat het slachtoffer gestorven is door ondervoeding. Verder onderzoek wijst uit dat Connie bijna failliet was en dat zij de enige erfgename was van haar grootmoeder, deze ontdekking zorgt ervoor dat zij nu aangeklaagd wordt voor moord. Haar advocaat verklaard dat de aanklachten vaag zijn, en dat als zij haar oma wilde doden wel op een andere manier zou doen. Dan geeft Connie bewijzen dat haar oma wilde dat zij euthanasie op haar pleegde omdat zij niet meer wilde leven. Voor de rechtbank probeert Thorne uit alle macht haar te veroordelen voor moord, maar als Connie haar verhaal vertelt aan de jury ziet het er somber in voor Thorne. |            |               |                |                      | |                  |  |
| 45 | 6          | Dependant     | Joss Agnew     | Jane Hudson          | Kelly Gough - Jen Fellows Josh O'Connor - Rob Fellows Adam Astill - Gareth Wilks Lee Whitlock - Dean Carter Glynis Barber - Sue Pendle Leila Mimmack - Ruth Pendle Elliot Knight - Neil Jenkins | 18 augustus 2013 |  |
| Deze aflevering is gebaseerd op Phobia. Wanneer Richard Peters, een homoseksuele man die samenwoonde met Gareth Wilk, bij hun woning vermoord wordt gevonden ontdekken Brooks en Casey dat hun geadopteerde baby wordt vermist. Nu gaan zij op zoek naar de dader van de moord en het ontvoeren van hun baby. Tijdens het bestuderen van camerabeelden komt de biologische moeder Ruth Pendle van de baby, een voormalige drugsverslaafde, in beeld als de dader. De rechercheurs zien op de beelden dat Pendle de plek van de moord verlaat samen met een man die later geïdentificeerd wordt als Neil Jenkins, de biologische vader van de baby. Jenkins bekent dat hij Peters wel heeft geduwd maar ontkent verder dat hij en Pendle hem niet vermoord hebben, de rechercheurs besluiten hen samen toch aan te klagen voor de moord. De verdachten nemen allebei apart een advocaat en beschuldigen elkaar van de moord. Barker voelt, tot grote ergernis van Thorne, sympathie voor Pendle en helpt haar advocaat aan informatie voor hun zaak. Brooks ontdekt dat Barker dit doet vanwege haar vermiste zus Beth, dit ging ongeveer hetzelfde als met deze zaak. Brooks kan dan aan Barker goed nieuws melden betreffende haar vermiste zus, hierop besluit Barker haar verstand te gebruiken in de huidige zaak en wil dat de echte dader gestraft wordt. |            |               |                |                      | |                  |  |